# Ружніков Ігор Іванович
Ігор Іванович Ружніков (рос. Игорь Иванович Ружников; 19 січня 1965) — радянський професійний боксер, чемпіон світу і Європи серед аматорів.
Заслужений майстер спорту СРСР (1989).

## Аматорська кар'єра
Боксом займався з дванадцяти років. На чемпіонатах СРСР 1985 та 1986 років займав треті місця, двічі поступившись у півфіналі Василю Шишову. На Іграх доброї волі 1986 отримав золоту медаль, здобувши перемоги над Вілко Зегером (НДР), Роєм Джонсом (США) та Енгельсом Педроса (Венесуела).
На чемпіонаті СРСР 1987 був другим, поступившись у фіналі В'ячеславу Яновському. На чемпіонаті СРСР 1988 був третім.
1989 року став чемпіоном СРСР.
На чемпіонаті Європи 1989 став чемпіоном.
- В 1/8 фіналу переміг Джані Гоголя (Румунія) — 4-1
- У чвертьфіналі переміг Іоанніса Іоаннідиса (Греція) — 5-0
- У півфіналі переміг Андреаса Отто (НДР) — 4-1
- У фіналі переміг Даріуша Черного (Польща) — 3-2

На чемпіонаті світу 1989 став чемпіоном.
- В 1/8 фіналу переміг Грехема Чейні (Австралія) — 19-7
- У чвертьфіналі переміг Канделаріо Дуверхель (Куба) — 22-14
- У півфіналі переміг Вукашина Добрасиновича (Югославія) — 16-3
- У фіналі переміг Андреаса Отто (НДР) — 19-14

## Професіональна кар'єра
1990 року в рамках програми Перебудови продовжив кар'єру на професійному рингу. Впродовж 1990—1991 років провів п'ять боїв проти маловідомих боксерів, в яких зазнав однієї поразки.